# Балафас, Сотириос
Сотириос Балафас (греч. Σωτήρης Μπαλάφας; 19 августа 1986, Арта, Греция) — греческий футболист, полузащитник.

## Клубная карьера
Карьеру начал в 2003 году в клубе «Анагенниси» из родного города Арта.
С 2005 по 2012 год Балафас защищал цвета ПАОКа, помог клубу стать одним из лидеров Суперлиги, участвовал не только в матчах чемпионата и Кубка страны, но и в еврокубковых встречах. Всего в 108 матчах забил 7 голов. Единственным перерывом стал сезон 2009/10, когда Балафас на правах аренды по полгода выступал за ПАС (Янину) и «Эрготелис».
18 августа 2012 года греческого хавбека подписал новичок Премьер-лиги «Говерла», в которой Сотириос сразу стал основным игроком. В команде греческий легионер провёл два полноценных сезона в элите, после чего в мае 2014 года он покинул клуб.
10 сентября 2014 года клуб греческой Суперлиги «Верия» подписал с Балафасом контракт на правах свободного агента. Сотириос дебютировал за новую команду в матче против ПАС (Янины) в пятом туре Суперлиги.

## Игры за сборную
С 2006 по 2009 год Сотириос выступал в составе молодёжной сборной Греции, отличился один раз в 13 матчах.